# Контуччи, Арканджело
Арканджело Контуччи (итал. Archangelo Contuccio di Contucci; 1688 — 1768) — учёный иезуит.
Хранитель музея Атанасиуса Кирхера в Ватикане, обогативший музей ценной коллекцией медалей и камней. Опубликовал «Musei Kircheriani aerea notis illustrata», ценный сборник античной археологии.